# ألبرت وليامز (لاعب كرة قاعدة)
ألبرت وليامز (بالإنجليزية: Albert Williams)‏ هو لاعب كرة قاعدة أمريكي، ولد في 6 مايو 1954 في Pearl Lagoon ‏ في نيكاراغوا.

## وصلات خارجية
- ألبرت وليامز على موقعبيزبول رفرنس.كوم (الدوري الرئيسي) (الإنجليزية)
- ألبرت وليامز على موقعبيزبول رفرنس.كوم (الدوري الثانوي) (الإنجليزية)